# Lysimachia jiangxiensis
Lysimachia jiangxiensis là một loài thực vật có hoa trong họ Anh thảo. Loài này được C.M. Hu mô tả khoa học đầu tiên năm 1986.